# هانا بيكر
هانا بيكر (بالإنجليزية: Hannah Baker)‏ هي شخصية خيالية من تأليف الكاتب الأمريكي جاي آشر. هي الشخصية الرئيسة في رواية الغموض ثلاثة عشر سببا والمسلسل التلفزيوني المقتبس منه. تقدم الشخصية على أنها طالبة في المدرسة الثانوية تعاني للتكيف في بيئة مدرسية غير متعاطفة. جسدت دورها في المسلسل، الممثله الأسترالية كاثرين لانغفورد.

## الاستقبال
نالت الشخصية مديح النقاد والقراء والمشاهدين على حد سواء، وحازت كاثرين لانغفورد على المديح أيضاً لتجسيدها الشخصية في المسلسل التلفزيوني.